# Graphis cervina
Graphis cervina är en lavart som beskrevs av Müll. Arg. Graphis cervina ingår i släktet Graphis och familjen Graphidaceae.   Inga underarter finns listade i Catalogue of Life.